# Нюя Северная
Ню́я Се́верная (якут. Хотугу Ньүүйэ) — село в Ленском районе Якутии России. Административный центр Мурбайского наслега.

## География
Село находится в юго-западной части Якутии, в пределах Приленского плато, на берегу реки Нюя, при впадении в неё притоков Улахан-Мурбайы и Кыйылах, на расстоянии 25 ком от города Ленск, административного центра района.
Климат
Климат характеризуется как резко континентальный, с морозной зимой и относительно жарким летом. Средняя температура воздуха самого тёплого месяца (июля) составляет 22 °C; самого холодного (января) — −32 °C. Основное количество атмосферных осадков (75-80 % от годовой суммы) выпадает в период с апреля по октябрь. Снежный покров держится в течение 200—210 дней в году.

## История
Село основано в 1962 году.
Согласно Закону Республики Саха (Якутия) от 30 ноября 2004 года N 173-З N 353-III село возглавило образованное муниципальное образование Мурбайский наслег.

## Население
| 2002 | 2010 | 2021 |
| ---- | ---- | ---- |
| 168  | ↗190 | ↘170 |

Национальный состав
Согласно результатам переписи 2002 года, в национальной структуре населения русские составляли 76 % из 168 чел.

## Улицы
| - ул. Алмазная, - пер. Комсомольский, - ул. Лесная, - ул. Набережная, - пер. Октябрьский, | - ул. Первомайская, - ул. Солнечная, - пер. Сосновый, - пер. Спортивный, - ул. Школьная. |

## Инфраструктура
В селе расположен хозяйственный центр лесопромышленного участка. Функционируют клуб, начальная общеобразовательная школа, учреждения здравоохранения и торговли.

## Транспорт
Через село проходит автодорога регионального значения 98К-015 Мухтуя.